# Anna Wahlin
Anna Wåhlin 1 de diciembre de 1970 (54 años) es una investigadora oceanógrafa sueca, especializada en Antártida y mares polares. Y, es profesora de oceanografía física en la Universidad de Gotemburgo; y, vicepresidenta del Sistema de Observación del Océano Austral (con su acrónimo en inglés SOOS).

## Biografía
Wåhlin es aborigen de Gotemburgo, Suecia. Completó su licenciatura en el Departamento de Oceanografía de la Universidad de Gotemburgo, y defendió, en 2001, su tesis doctoral de PhD por el Departamento de Ciencias de la Tierra. Wåhlin, además realizó un post-doc en el Departamento de Geofísica de la Universidad de Oslo, entre 2003 a 2006.

## Carrera e impacto
Wåhlin es Profesora de Oceanografía Física, en el Departamento de Ciencias del Mar, Universidad de Gotemburgo. Sus enfoques de investigación están en el campo de la oceanografía polar, principalmente en el océano Antártico. Específicamente, sus estudios investigan varios aspectos de la dinámica de mares polares incluyendo oceanografía física, circulación oceánica,  efectos topográficos,  proceso de fusión de la plataforma de hielo y la interacción aire-mar-hielo.
Cuando Wåhlin fue nombrada profesora en 2015, se convirtió en la primera mujer de Suecia en ser profesora titular de Oceanografía.
Wåhlin es vicepresidenta de la Junta de Comité Científico para la Investigación en la Antártida (SCAR) y de la Iniciativa SCOR de Sistema de Observación del Océano Austral (SOOS). Es editora asociada de la revista Advances in Polar Science (Avances en Ciencia Polar y fue miembro de la Junta Asesora científica de IOW (2016-2019).

## Galardones y honores
Los premios otorgados a Wåhlin incluyen:
- 2007-2008: ser una becaria Fulbright ,[9]
- 2010: recibió un estipendio de investigación Crafoord, por la Real Academia de las Ciencias de Suecia[10]
- 2013: profesora visitante del Comité Científico para la Investigación en la Antártida (acrónimo en inglés SCAR.[11]

## Obra

### Algunas publicaciones
- Rebesco, M., Hernández-Molina, F.J., Van Rooij, D.; Wåhlin, A. 2014. Contourites and associated sediments controlled by deep-water circulation processes: state-of-the-art and future considerations. Marine Geology 352, p. 111–154.[12]

- Arndt, J.E., Schenke, H.W., Jakobsson, M., Nitsche, F.O., Buys, G., Goleby, B., Rebesco, M., Bohoyo, F., Hong, J., Black, J., Greku, R et al. 2013. The International Bathymetric Chart of the Southern Ocean (IBCSO) Version 1.0—A new bathymetric compilation covering circum‐Antarctic waters.Geophysical Research Letters 40 (12): 3111–3117.[13]

- Rebesco, M., Wåhlin, A., Laberg, J.S., Schauer, U., Beszczynska-Möller, A., Lucchi, R.G., Noormets, R., Accettella, D., Zarayskaya, Y., Diviacco, P., 2013. Quaternary contourite drifts of the Western Spitsbergen margin. Deep-Sea Research Part I: Oceanographic Research Papers 79: 156–168.[14]